# 賴丹 (科韋利區)
51°1′19″N 24°56′5″E / 51.02194°N 24.93472°E
賴丹（烏克蘭語：Майдан），是烏克蘭的村落，位於該國西部沃倫州，由科韋利區負責管轄，面積0.02平方公里，海拔高度182米，2001年人口192，人口密度每平方公里12,800人。